# Personal information manager
Un Personal Information Manager, abbreviato in PIM, in italiano gestore informazioni personali o agenda elettronica, è un software che permette di organizzare un certo tipo di informazioni personali per migliorare la produttività personale ed aziendale, come, ad esempio:
- Posta elettronica
- Rubrica
- Calendari
- Impegni e scadenze
- Programmazioni eventi
- Appunti vari

Sono diversi i programmi informatici che sono in grado di integrare queste attività. Alcuni sono in grado di sincronizzare parte delle informazioni gestiti con dispositivi denominati PDA (assistente personale), come Palm Pilot, Pocket PC oppure telefoni cellulari di nuova generazione oppure sincronizzando i dati online (anche con il protocollo iCal).
Prima dell'introduzione da parte di Apple del termine "PDA" (nel 1992 in riferimento al Newton), i dispositivi palmari di gestione delle informazioni erano chiamati anch'essi PIM. 

## Alcuni prodotti
- Pagina di riferimento di Kontact
- Google Keep
- Google Tasks
- Palm OS
- Osmo
- Novell Evolution
- Microsoft Outlook
- ACT!
- IBM Organizer
- Mozilla Sunbird / Mozilla Calendar / Mozilla Lightning (ovvero vari prodotti Mozilla sviluppati come Open Source)
- MyInfo
- Chandler  (Open Source)
- Now Up-to-Date & Contact
- EssentialPIM
- KDE PIM/Akonadi